# روبرت د. كاردونا
روبرت د. كاردونا (بالإنجليزية: Robert D. Cardona)‏ هو رسام رسوم متحركة وكاتب سيناريو ومنتج تلفزيوني ومخرج أمريكي، ولد في 7 مارس 1930 في كاليفورنيا الجنوبية في الولايات المتحدة.

## وصلات خارجية
- روبرت د. كاردونا على موقع IMDb (الإنجليزية)
- روبرت د. كاردونا على موقع قاعدة بيانات الفيلم (الإنجليزية)